# Махтумкули
Махтумкули́ (туркм. Magtymguly Pyragy; перс. مخدومقلی فراغی‎, Maxdumqoli Faraği) (1724—1807) — туркменский поэт, философ, классик туркменской литературы. Сын поэта Довлетмамеда Азади.

## Биография
Махтумкули родился в селении Хаджи-Говшан, в долине реки Этрек с притоками Сумбар и Чендыр, в предгорьях Копетдага, где жили туркмены племени гёклен. Семья Махтумкули принадлежала к колену кышык рода геркез, ответвления племени гёклен — оседлого земледельческого племени, состоявшего в вассальном подчинении у иранских владетелей.
В зрелом возрасте поэт избрал себе псевдоним Фраги («разлучённый»). В конце каждого стихотворения он помещал этот псевдоним, иногда подлинное имя, словно обращаясь к самому себе. Это было в традиции поэзии его времени.
Учился в сельской школе, где преподавал его отец. Махтумкули ещё в детстве начал читать по-персидски и по-арабски, чему немало способствовала домашняя библиотека, собранная отцом. Также в детстве Махтумкули приобщился к ремёслам — шорному, кузнечному и ювелирному.
В 1753 году Махтумкули учился один год в медресе при гробнице святого Идрис-Баба в Кизил-Аяке на Амударье в Бухарском ханстве.
В 1754 году Махтумкули отправился в Бухару, где поступил в знаменитое медресе Кокельташ, где также проучился один год. Там он подружился с туркменом из Сирии по имени Нури-Казым ибн Бахар, высокообразованным человеком, носившим духовный титул мавлана.
Вместе с Нури-Казымом Махтумкули отправился путешествовать по территориям нынешних Узбекистана, Казахстана, Таджикистана, они пересекли Афганистан и добрались до северной Индии.
В 1757 году оба прибыли в столицу Хорезма — Хиву, крупный центр образования со множеством медресе. Здесь Махтумкули поступил в медресе, построенное Шергази-ханом в 1713 году. Здесь обучались выходцы из семей, особо отмеченных ханской милостью. Здесь он завершил курс обучения, начатый в двух предыдущих медресе.
В 1760 году умер отец Махтумкули, и поэт вернулся на родину. Девушку по имени Менгли, которую он любил, выдали замуж за другого человека, семья которого смогла заплатить требуемый калым. Любовь к Менгли он пронёс через всю жизнь — ей посвящено много стихов.
Ещё одним ударом была гибель двух старших братьев, которые были участниками посольства к могущественному властителю Ахмед-шаху — они попали в плен. Тоска по братьям нашла отражение во многих стихах.
Вернувшись домой, Махтумкули женился. Он очень любил двух своих сыновей, Сары и Ибраима, но мальчики умерли, когда одному было двенадцать, а другому — семь.
После 1760 года и до смерти Махтумкули совершил путешествие на полуостров Мангышлак, в Астрахань, по территории нынешнего Азербайджана и странам Ближнего Востока.
Похоронен в Иране рядом с отцом.

### Влияние на туркменскую поэзию
Махтумкули в значительной мере изменил туркменский поэтический язык, сблизив его с народной речью. Он также отказался от арабо-персидской метрики, традиционной для туркменской литературы, заменил её силлабической системой.

## Память
- В Туркмении ежегодно 18 мая празднуют День деятелей культуры и поэзии Махтумкули Фраги, который не является выходным днём[3].
- В 1959 году была выпущена почтовая марка СССР, посвящённая Махтумкули (ЦФА [АО «Марка»] № 2364).

- В 1983 году была выпущена почтовая марка СССР, посвящённая Махтумкули.

- В 1991 году была выпущена памятная монета СССР, посвящённая Махтумкули.
- Правительством Туркмении ежегодно присуждается международная премия имени Махтумкули.

### Памятники
В разных городах мира установлены памятники Махтумкули. Наибольшее количество скульптур находится в городах Туркмении и странах бывшего СССР (Киев, Астрахань, Хива), а также в Иране и Турции.
В частности, памятник туркменскому поэту Махтумкули из бетона и природного камня установлен в центре Ашхабада в 1971 году, в сквере Махтумкули на проспекте Махтумкули (бывший проспект Свободы), напротив здания МВД Туркмении.
18 мая 2017 года барельеф Махтумкули был открыт на одной из центральных улиц Ташкента, также носящей имя этого поэта.
4 июля 2024 года памятник туркменскому поэту был установлен в столице Казахстана  Астане.

### Топонимика
- Махтумкулийский этрап — этрап в Балканском велаяте Туркмении.
- Махтумкули — зоны газонефтяного месторождения Туркмении.
- Именем Махтумкули названы улицы Ашхабада, Астаны, Карши, Ташкента, Туркменбашы, Ургенча и ещё ряда менее крупных городов Туркмении и других стран бывшего СССР.

### Учреждения и организации
Именем туркменского поэта Махтумкули названы:
- Туркменский государственный университет.
- Институт языка и литературы имени Махтумкули (туркм. Magtymguly adyndaky Dil we Edebiýat Instituty).
- Национальный музыкально-драматический театр имени Махтумкули в Ашхабаде.
- Молодёжная организация имени Махтумкули.
- Библиотека имени Махтумкули в Киеве.

### Кинематограф
- «Махтумкули» (1968, реж. Алты Карлиев) — роль исполнил Хоммат Муллук.
- «Фраги — разлучённый со счастьем» (1984, реж. Ходжакули Нарлиев) — роль исполнил Аннасеид Аннамухаммедов.
- Стихи Махтумкули звучат в кинофильме «Охламон». Режиссёр Эдуард Реджепов (их читает главный герой фильма).

### Другое
- В 1974 году в память о Махтумкули создано оркестровое сочинение Вели Мухадова — симфония «Памяти Махтумкули».
- В 1992 году учреждена Международная премия имени Махтумкули в области туркменского языка и литературы[6].
- В 2013 году в честь Махтумкули написано сочинение Мамеда Гусейнова — концертная моно-опера «Монологи Махтумкули Фраги».
- С 2001 по 2009 года месяц «май» в Туркмении носил имя «Махтумкули» (Magtymguly aý).
- В 2014 году учреждена Медаль «Махтумкули Фраги» с целью награждения за большие заслуги в изучении, распространении и пропаганде творческого наследия Махтумкули.[7].
- Туркменский сухогруз «Махтумкули»[8]

### В нумизматике
- Туркменский манат.
Купюра 10 манатов Туркмении с изображением Махтумкули (2012 год)

## Переводы на русский язык
- Махтумкули. «Избранная лирика». Год издания 1977 Издательство ЦК Компартии Узбекистана. 80 стр.
- «Махтумкули. Избранное». Москва. Издательство «Художественная литература». 1983 год. 414 с. Переводы Георгия Шенгели, Арсения Тарковского, Наума Гребнева, Юлии Нейман, Александра Ревича, Анатолия Старостина, Ю. Валича, Т. Стрешневой, Ю. Гордиенко.
- Махтумкули Стихотворения. — Вступ. стат. А. Зырина и М. Овезгельдыева. Сост. и прим. М. Овезгельдыева. — Л.: Издательство «Советский писатель», 1984 год. — 384 с. — портр. — (Б-ка поэта. Большая серия) [Переводы Г. Шенгели, А. Тарковского, М. Тарловского, Н. Гребнева, Ю. Нейман, А. Ревича, А. Старостина, Ю. Валича и др.]
- «Слышу голос друга. Страницы туркменской поэзии». Ашхабад. Издательство «Туркменистан». 1985 год. Перевод Н. Гребнева.